# Будинок ветеранів сцени імені Наталії Ужвій
50°32′56″ пн. ш. 30°20′40″ сх. д. / 50.54889° пн. ш. 30.34444° сх. д.
Будинок ветеранів сцени ім. Н. М. Ужвій — єдиний в Україні геріатричний стаціонарний заклад медико-соціального обслуговування самотніх ветеранів сцени (в першу чергу, театральних діячів) похилого віку, які потребують щоденної сторонньої допомоги. Знаходиться в підпорядкуванні Національної спілки театральних діячів України.

## Історія
У вересні 1959 року, в курортному місці Києва Пущі-Водиці, по вулиці Міській, 1, за ініціативою і при безпосередній участі народної артистки СРСР Наталії Михайлівни Ужвій був побудований невеликий, всього на 35 осіб, будинок для самотніх артистів, що вийшли на пенсію і відслужили національному мистецтву не один десяток років.
Наталія Ужвій у той час була Головою правління Українського театрального товариства (нині Спілка театральних діячів України). Вона знала про існування двох таких будинків в Росії — в Ленінграді (нині Санкт-Петербург) і в Москві. Вона наполягала, щоб такий був і в Україні. Спілка театральних діячів тоді мала власні суттєві кошти, оскільки всі театральні комбінати республіки належали театральній спільноті і всі надприбутки відраховувалися до театрального фонду Українського театрального товариства. Таким чином, на ці кошти був побудований і у вересні 1959 р. відкритий Будинок ветеранів сцени Українського театрального товариства. Населяли його артисти, режисери, художники театрів, солісти опери та балету пенсійного віку. У різний час тут жили відомі в республіці і за її межами служителі Мельпомени з різних міст України. Багато з них саме тут завершували своє життя.
У будинку проживали відомі усій Україні актори та театральні діячі. Тут жили і пішли в інший світ улюблена артистка Київського театру ім. Лесі Українки, народна артистка України — Карташова Лідія Павлівна, народний артист СРСР, артист національного театру ім. І. Франка Дальський В. М., заслужена артистка Молдови Гаврильченко Юлія Пилипівна, заслужена артистка України Расс Клара Єлізарівна, соліст Одеської опери, перший виконавець ролі Богдана Хмельницького в опері К. Данькевича, заслужений артист України Крикун-Дума Павло Михайлович, провідна артистка Одеського театру російської драми Веретельникова Лариса Іванівна, провідна артистка Львівського ТЮГу, заслужена артистка України Крамаренко Лідія Григорівна. Тут жила артистка Санковська Ванда Ігнатівна, яка колись працювала у Леся Курбаса в його театрі. Вона довго тут прожила і пішла з життя в 104 роки.
Наразі в будинку проживають 19 театральних діячів. Допомогу мешканцям курує акторка Олеся Жураківська, за участі якої в приміщеннях був зроблений капітальний ремонт.

## Мешканці
Нині у Будинку ветеранів сцени мешкають:
- Цикалюк Ніна Іллівна[3] — балерина, танцювала на сцені столичного театру під керівництвом відомого балетмейстера-постановника Вахтанга Вронського. Разом із чоловіком відкрила танцювальний гурток для дітей.
- Ципенюк Леонід Абрамович — професор, голова Спілки ветеранів, член-кореспондент Академії екологічних наук України.
- Неледва Валентина Василівна — журналістка, філолог, авторка телефільмів. Працювала редактором Харківської обласної державної телерадіокомпанії, відповідальним секретарем Харківського міжобласного відділення Національної спілки театральних діячів України, знімалася у фільмі «Как молоды мы были» (режисер Михайло Беліков).
- Гальчевський Леон Діонісович — артист цирку, гімнаст. Гастролював по всьому світу. Тривалий час жив і працював в Іспанії, Москві, Києві.
- Данильєва Марица Миколаївна — театральний діяч. Багато років працювала у Львівському театрі юного глядача. (38 років.) 16 років працювала у Львівській філармонії. Останнім часом працювала Директором симфонічного оркестру.
- Базарний Сергій Георгійович — Нагороджений Почесною грамотою Кабінету Міністрів за багаторічну плідну працю в Будинку ветеранів сцени ім. Наталії Ужвій. 38 років працював директором Будинку ветеранів сцени імені Наталії Ужвій.

Частина театральних діячів України мешкає у Київському геріатричному пансіонаті.

### Колишні
- Гулак Раїса Олександрівна (1929—2020) — солістка опери Свердловського оперного театру та академічної капелли «Думка», педагог.
- Дальський Володимир Михайлович (1912—1998) — актор, народний артист СРСР.
- Ковтуненко Микола Іванович (1940—2017)[4] — актор, член Національної спілки театральних діячів України.
- Кравець Марія Онуфріївна (1925—2024) — артистка Житомирського обласного музично-драматичного театру, Івано-Франківського обласного музично-драматичного театру, Київського театру транспорту, Київського театру юного глядача. Режисер Київського республіканського телебачення;
- Кудрявцев Володимир Олексійович (1934—2014) — поет та автор українських естрадних пісень 1970—1980 років.
- Марголіна Раїса Гаврилівна (1909—2008) — художниця театру, член Спілки радянських художників України.
- Маренников Леонід Семенович (1912—2005) — актор, заслужений артист УЗРСР.
- Оленчук Микола Іванович — актор. Тривалий час працював у Львові в російському Театрі радянської армії. Після чого ще довго років був відданий українській сцені — Ужгородському українському театру. Працював в театрах Тернополя, Ужгорода, Львова. Гастролював по Словаччині, Угорщині, Румунії, Чехії, Польщі. 14 травня 2019 року пішов з життя.
- Пекарська Ганна Федорівна (1918—2010) — акторка, заслужена артистка УРСР.
- Решетников Анатолій Георгійович (1923—2018) — актор Київського театру імені Лесі Українки, народний артист УРСР.
- Слободян Валентина Романівна (1937—2023) — українська кінознавиця, заслужений працівник культури України, педагог КНУТКіТ ім. І. К. Карпенка-Карого.
- Студецька Енгеліна Тимофіївна (1925—2025) — дитячий письменник, учасник Німецько-радянської війни. Першу її книжку «Українським дітям у всьому світі» надрукували в Канаді в 1990 р. Вірші, в основному, присвячувала дітям. Написала для дітей дошкільного віку і першокласників «Сонячний букварик» та видала його за свій рахунок. Написала дві сбірки ліричних віршів «Арфа» та «Три зошити». Була членом Спіли письменників України з 1995 року;
- Фисун Олександр Васильович (1932—2017) — художник, етнолог, мистецтвознавець і мислитель. Член Національних спілок художників і майстрів народного мистецтва України[5].